# Хо Чен Яу
Хо Чен Яу (кит. трад.: 何祥友, нар. 1933, Гонконг — пом. 2016, Гонконг) — гонконзький футболіст, який грав на позиції нападника. Він грав у збірній Гонконгу. Хо Чен Яу грав у складі збірної Гонконгу на Азійських іграх 1954 і 1958 років.
Хо також грав у складі збірної китайців Гонконгу у не визнаному ФІФА матчі проти китайців Малайзії на Кубку Хо Хо. До складу команди також входили одноклубники Хо по «Саут Чайна» Яо Чжуочжан і Мо Чженьхуа, китайські футболісти, що народилися в Гонконгу, які на міжнародному рівні представляли Китайську Республіку (Тайвань). Хо також грав у складі гонконзької збірної на Кубку Мердека 1961 року. Ці три футболісти були відомі як «три тузи „Саут Чайна“».